# Euryomma panamensis
Euryomma panamensis är en tvåvingeart som beskrevs av Chilcott 1958. Euryomma panamensis ingår i släktet Euryomma och familjen takdansflugor.
Artens utbredningsområde är Panama. Inga underarter finns listade i Catalogue of Life.